# Franz R. Friedl

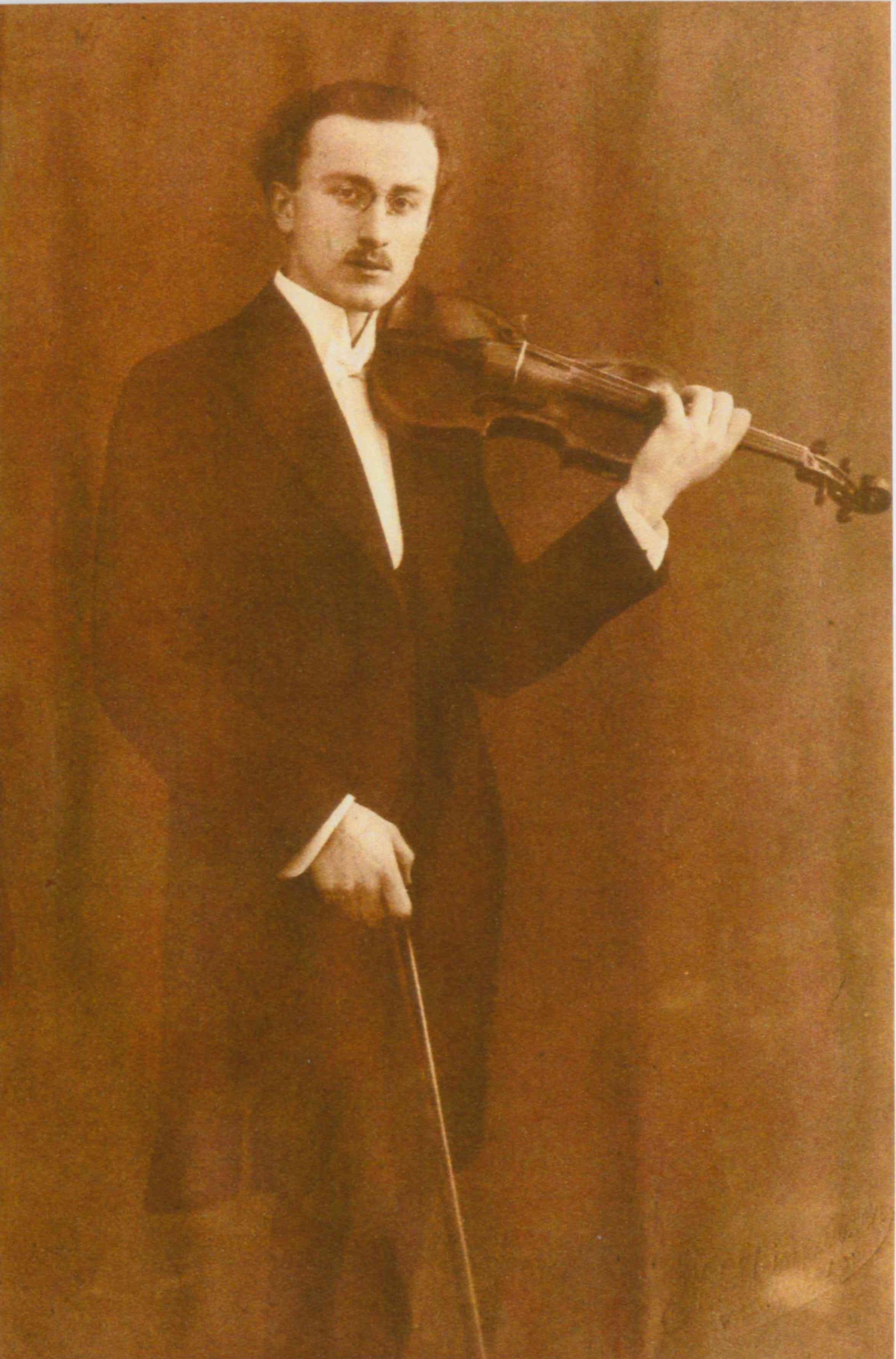
Franz R. Friedl (Linz April 1912)

Franz R. Friedl, auch unter dem Pseudonym Jacques Renée (* 30. Mai 1892 in Oberkappel, Oberösterreich, Österreich-Ungarn; † 5. Dezember 1977 in Essen), war ein österreichischer Bratschist, Komponist und Filmkomponist.

## Leben und Wirken
Der Sohn eines Küfers besuchte das Gymnasium und ließ sich anschließend bei Arnold Rosé, Carl Flesch und Hugo Kaun künstlerisch ausbilden. Anschließend wirkte Friedl als Konzertmeister in Dortmund und in Dresden. Von 1923 bis 1926 war Franz Friedl Solobratschist am Teatro Colón in Buenos Aires, seit 1927 arbeitete der Oberösterreicher, der mehrfach auch das Pseudonym Jacques Renée benutzte, als freischaffender Komponist und komponierte Kammermusiken, Ouvertüren, Unterhaltungs- und seit 1933 auch Filmmusiken.
Im Dritten Reich war Friedl einer der bestbeschäftigten Kinokomponisten Deutschlands und stellte sich auch mehrfach propagandistischen und antisemitischen Hetzfilmen wie der Pseudo-Dokumentation Der ewige Jude zur Verfügung. Zwischen 1942 und 1945 sorgte Friedl überdies für die Untermalungen von propagandistischen Beiträgen der deutschen Wochenschau. Darüber hinaus verfasste Friedl auch eine Reihe von Partituren zu Kultur- und Dokumentarfilmen. Er stand 1944 in der Gottbegnadeten-Liste des Reichsministeriums für Volksaufklärung und Propaganda.
In den Anfangsjahren der DEFA war Friedl auch für die kommunistische Staatsfirma tätig. 1951 beendete der Komponist weitgehend seine Arbeit für den Kinospielfilm. Hermann Friedl ist sein Cousin.

## Filmografie
- 1932: Das Testament des Dr. Mabuse
- 1933: Von Gemsen und Steinböcken
- 1933: Aus der Heimat des Elchs. Tierbilder aus den finnischen Wäldern
- 1933: Affenstreiche
- 1933: Kraftleistungen der Pflanzen
- 1933: Rivalen der Luft
- 1934: Von Königsberg bis Berchtesgaden
- 1934: Besuch im Karzer
- 1934: Wilhelm Tell
- 1934: Wunderbauten aus Chinas Kaiserzeit. Bilder aus Peking
- 1934: Schloß Hubertus
- 1934: Von Schwarzkitteln und Schauflern
- 1935: Frischer Wind aus Kanada
- 1935: Abessinien von heute – Blickpunkt der Welt (Dokumentarfilm)
- 1935: Stützen der Gesellschaft
- 1935: Im Lande Widukinds
- 1935: Die Heilige und ihr Narr
- 1935: Kater Lampe
- 1935: Jonny, haute-couture
- 1936: Flitterwochen
- 1936: Annemarie
- 1937: Spreehafen Berlin (Dokumentarfilm)
- 1937: Kamerajagd auf Seehunde
- 1937: Im Reiche Arelat
- 1938: Es leuchten die Sterne
- 1938: Das Ehesanatorium
- 1938: Liebelei und Liebe
- 1938: Rätsel der Urwaldhölle (Dokumentarfilm)
- 1938: Vom Hauswirt und Mieter auf dem Meeresgrund
- 1938: Der Edelweißkönig
- 1938/47: Altes Herz geht auf die Reise
- 1939: Petri Heil! Fischerleben in deutschen Gauen
- 1939: Arinka (USSR, Lenfilm)
- 1939: Das Ekel
- 1940: Kampf um Norwegen
- 1940: Der ewige Jude (abendfüllender Propaganda-„Dokumentar“-Film)
- 1941: Rügen
- 1941: Der Neusiedler See (Kurzdokumentarfilm)
- 1941: Dorfheimat
- 1942: Wir fahren nach Deutschland
- 1942: Geheimnisvolle Moorwelt (Kurzdokumentarfilm)
- 1943: Volksleben am Rande der Sahara (Kurzdokumentarfilm)
- 1943: Welt im Kleinsten (Kurzdokumentarfilm)
- 1944: Der unsichtbare Schlagbaum
- 1944/49: Ruf an das Gewissen
- 1949: Quartett zu fünft
- 1950: Bürgermeister Anna
- 1950: Leben aus dem Teich
- 1951: Berlin kommt wieder
- 1951: Die Brunnen von Berlin
- 1951: Zugverkehr unregelmäßig
- 1951: Es geht nicht ohne Gisela
- 1958: Kanaillen